# И ты увидишь небо
«И ты уви́дишь не́бо» — советский художественный фильм о Великой Отечественной войне, снятый в 1978 году режиссёром Георгием Кузнецовым.

## Сюжет
Фильм рассказывает об Аркадии Каманине — самом юном военном летчике, пятнадцатилетнем герое Великой Отечественной войны, кавалере ордена Боевого Красного Знамени и двух орденов Красной Звезды. Печальная история послевоенной жизни и смерти героя осталась за рамками повествования.
Август 1944 года. Великая Отечественная война. В эскадрилью связи, находящуюся рядом с фронтом, приходит мальчик, который заявляет, что он круглый сирота, но прекрасно разбирается в моторах летательных аппаратов. В итоге юношу берут в эскадрилью в качестве моториста.
Через какое-то время в эскадрилью приезжает известный лётчик и военачальник Николай Каманин, который узнаёт в мальчике-«сироте» своего сына Аркадия, сбежавшего на фронт.
Отец не одобряет желание сына стать лётчиком, однако другие пилоты, восхищённые стремлением Аркадия, тайком учат мальчика управлять самолётом. 
В итоге Николай Каманин соглашается допустить новоиспеченного аса к полетам, но при условии, что Аркадий сможет пройти проверку в качестве пилота, которую организует сам Каманин-старший. Мальчик проходит проверку успешно.
Вскоре Николай Каманин получает приказ в срочном порядке доставить важный пакет к плацдарму: там, в окружении немецко-фашистских оккупантов геройски ведёт бои с противником одна из частей РККА. Чтобы доставить пакет, нужен самолёт, но самолёты, находившиеся в эскадрилье связи, разбиты гитлеровцами. Все лётчики погибли. Единственный, кто может выполнить задание — 15-летний Аркадий, поскольку только его самолёт ещё находится в рабочем состоянии…

## В ролях
| Актёр                  | Роль                                   |
| ---------------------- | -------------------------------------- |
| Александр Пороховщиков | Николай Петрович Каманин               |
| Маргарита Володина     | Мария Михайловна Каманина мать Аркадия |
| Владимир Широков       | Аркадий Николаевич Каманин             |
| Геннадий Корольков     | Дронов лейтенант                       |
| Валерий Величко        | Бурмак старшина                        |
| Виктор Перевалов       | Витюня                                 |
| Владимир Тюрин         | Костя                                  |
| Виктор Шульгин         | командующий, друг Николая Каманина     |

## Съёмочная группа
- Автор сценария: Анатолий Безуглов
- Режиссёр: Георгий Кузнецов
- Оператор: Анатолий Лесников
- Художник: Владислав Расторгуев
- Композитор: Леонид Афанасьев

## Саундтрек
Песня «Деревянный самолёт»: музыка Виктора Берковского, стихи Юрия Визбора, исполняет Юрий Визбор.

## Технические данные
- Производство: Свердловская киностудия
- Художественный фильм, односерийный, широкоэкранный, цветной
- Длительность — 64 мин

## Интересные факты
- События, показанные в фильме, происходили на самом деле.
- Сам Николай Каманин писал о фильме:

Сегодня звонил Безуглов и просил «по секрету» высказать ему мою оценку фильма, снятого по его сценарию. Я сказал, что кинофильм вполне удовлетворительный и его главное достоинство в том, что фигура отца не заслонила образ сына. Правда, образ Аркадия ограничен его увлеченностью полетами, и это несколько обедняет его, а ведь он был ещё и большим любителем музыки, литературы, спорта, и главное — он был примерным сыном. Жаль также, что из всех подразделений авиакорпуса в фильме показана только эскадрилья связи, а большая боевая работа штурмовиков и истребителей не чувствуется даже за кадром.